# Drapeau du Mandchoukouo
Le drapeau de l'empire du Mandchoukouo est de fond jaune avec un rectangle composés de bandes rouge, bleu, blanche et noire. Les couleurs du drapeau sont basées sur les couleurs du drapeau à cinq couleurs utilisé par le gouvernement de Beiyang basé à Pékin et celui de l'empire de Chine. Le drapeau est aussi très proche de celui de la clique du Fengtian.
Les couleurs du drapeau sont les suivantes :
- le jaune représente le peuple mandchou et l'unité.
- le rouge représente le peuple japonais Yamato et le courage.
- le bleu représente les Chinois Han et la justice.
- le blanc représente le peuple mongol et la pureté.
- le noir représente le peuple coréen et la détermination.

## Autres drapeaux du Mandchoukouo

Drapeau du bureau du transport maritime du Mandchoukouo
Drapeau de la poste du Mandchoukouo
Drapeau des navires de soutien
Drapeau des garde-côtes du Mandchoukouo
Drapeau du ministère de la Défense
Drapeau de l'amiral de la Marine
Drapeau du vice-amiral de la Marine
Drapeau du contre-amiral de la marine
Drapeau du commandeur de la Marine
Drapeau du commandant supérieur de la Marine